# Anna Kalman
Anna Kalman ist ein Pseudonym für zwei deutsche Journalistinnen, die als Autorengespann seit 2002 vier Kriminalromane verfasst haben. Sie leben beide in München. Einzeln haben sie bislang keine literarischen Texte veröffentlicht. Protagonistin aller Romane ist die Münchner Privatdetektivin Malina Maltzan. Eine Erzählung außerhalb der Romanreihe – ohne Maltzan – erschien 2006 als Hörbuch, gelesen von Barbara Auer.
Die beiden Autorinnen sind:
- Jutta Siekmann (* 1958 in Bad Oeynhausen)
- Christiane Mühlfeld (* 1968 in Mellrichstadt)

## Werke

### Romane
- Dornröschenmord. Piper, München 2002
- Nichts als dein Schatten. Piper, München 2003
- Und dann nimmermehr. Piper, München 2005
- Kalt ist das Glück. Aufbau, Berlin 2007, ISBN 3-7466-2335-9

### Hörbuch
- Winter in Kanada. Audio-CD. Tandem, Königswinter 2006, ISBN 3-8331-0403-1